# Warga habsburska

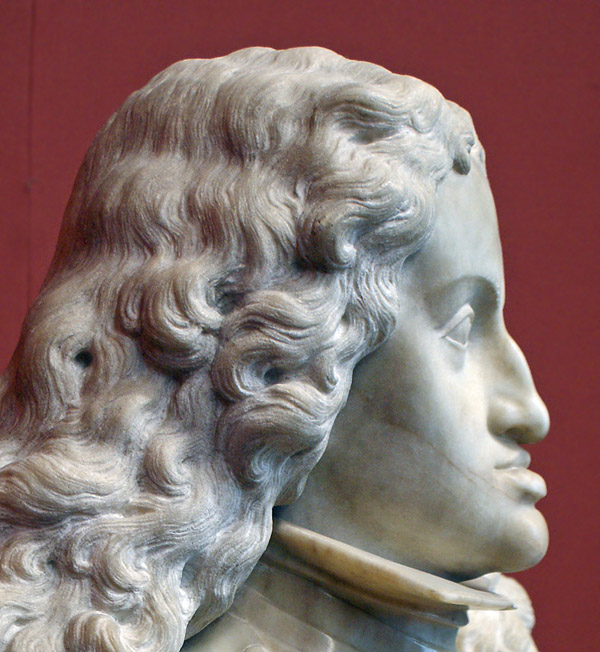
Karol II

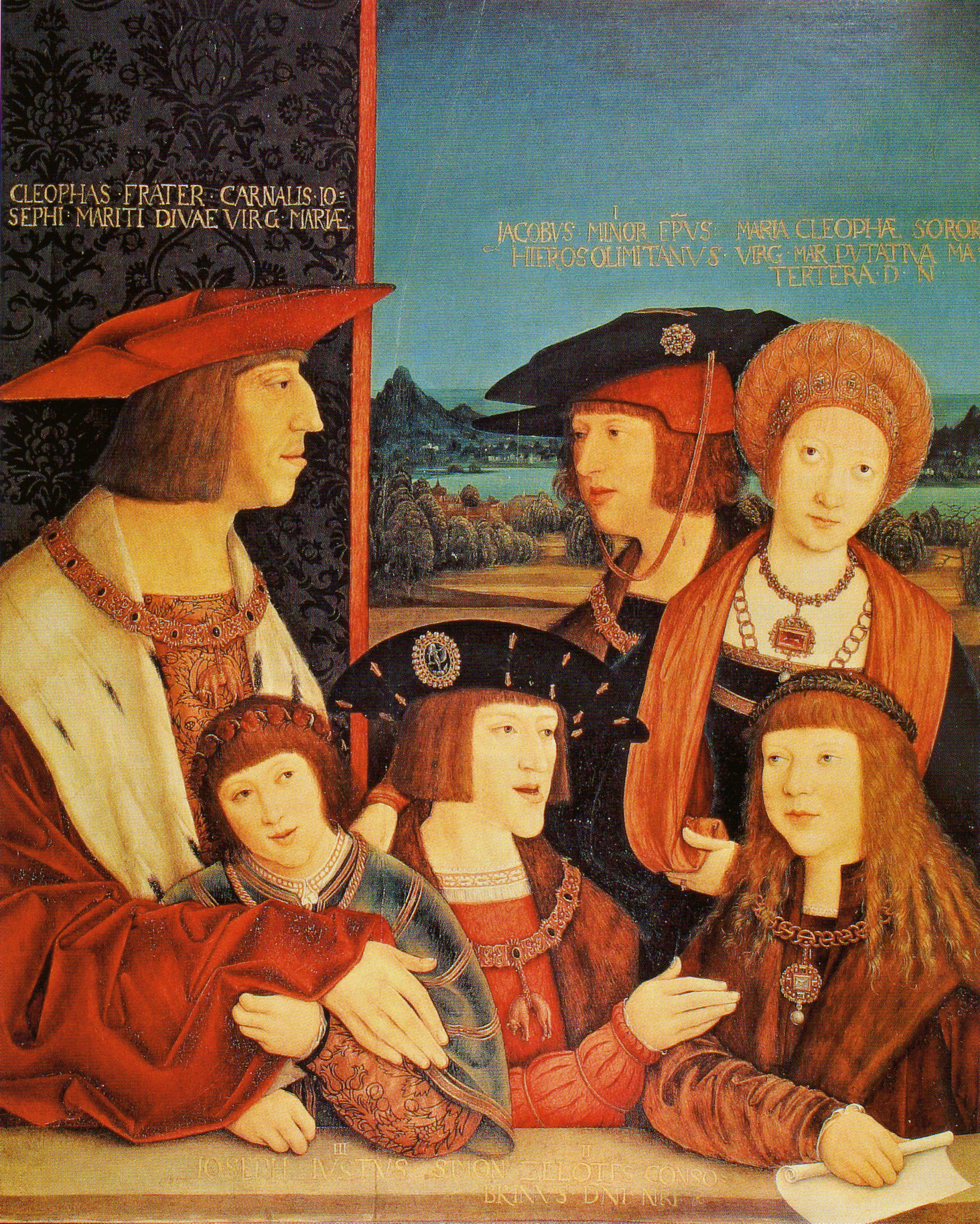
Maksymilian I ze swą rodziną (ok. 1515); od lewej do prawej: Maksymilian I, Ferdynand I, Karol V, Filip I Piękny, Maria Burgundzka, Ludwik II Jagiellończyk

Warga habsburska – termin określający prognatyzm, występujący u Habsburgów. Była zaburzeniem genetycznym, przy którym dolna warga przerasta w rozmiarze górną, a żuchwa jest często nazbyt rozwinięta.

## Historia
Schorzenie to otrzymało nazwę od rodu Habsburgów, wśród których da się je zauważyć u cesarza Maksymiliana I (1459–1519). Prognatyzm bez zgrubionej dolnej wargi występuje zresztą okresowo już u wcześniejszych generacji Habsburgów (Rudolf IV (1339–1365), stryj Ernesta Żelaznego).
Według jednej z teorii prognatyzm wśród Habsburgów miał pochodzić od Cymbarki mazowieckiej, a wargę można rozpoznać na pomnikach grobowych książąt mazowieckich Stanisława i Janusza III w Katedrze św. Jana w Warszawie. Ci książęta nie byli jednak potomkami Cymbarki mazowieckiej, a zgrubienie wargi na ich marmurowym nagrobku można przypisać warsztatowi kamieniarskiemu twórcy nagrobka.
Poprzez powodowane względami politycznymi, zawierane na granicy kazirodztwa małżeństwa między austriacką i hiszpańską linią Habsburgów, schorzenie się spotęgowało. Ostatni król Hiszpanii z tej dynastii, Karol II, miał tak obwisłą dolną wargę i nazbyt rozwiniętą żuchwę, że nie mógł żuć potraw. Dodatkowo nieprzyjemnym skutkiem wargi habsburskiej było utrudnione powstrzymanie odpływu śliny i zawsze wpółotwarte usta.
Po wygaśnięciu męskiej linii Habsburgów wraz ze śmiercią Karola VI u jego potomków po kądzieli z dynastii Habsburgów lotaryńskich prognatyzm już nie występuje, ale zgrubienie dolnej wargi pozostało. Widać je na portretach i fotografiach cesarzy austriackich: Ferdynanda I, ostatniego cesarza Karola I, czy królów Hiszpanii Alfonsa XII, Alfonsa XIII i współcześnie żyjącego Jana Karola I.

## Monarchowie z prognatyzmem

### CesarzeŚwiętego Cesarstwa Rzymskiego
| Wizerunek | Władca                 | Lata życia |
| --------- | ---------------------- | ---------- |
|           | Maksymilian I Habsburg | 1459-1519  |
|           | Karol V Habsburg       | 1500-1558  |
|           | Ferdynand I Habsburg   | 1503-1564  |
|           | Ferdynand II Habsburg  | 1578-1637  |
|           | Ferdynand III Habsburg | 1608-1657  |
|           | Leopold I Habsburg     | 1640-1705  |
|           | Józef I Habsburg       | 1678-1711  |
|           | Karol VI Habsburg      | 1685-1740  |

### Władcy Hiszpanii
| Wizerunek | Władca             | Lata życia |
| --------- | ------------------ | ---------- |
|           | Filip I Piękny     | 1478-1506  |
|           | Filip II Habsburg  | 1527-1598  |
|           | Filip III Habsburg | 1578-1621  |
|           | Filip IV Habsburg  | 1605-1665  |
|           | Karol II Habsburg  | 1661-1700  |